# Stazione di Hirschgarten
La stazione di Hirschgarten è una fermata ferroviaria di Berlino, sita nel quartiere di Friedrichshagen.

## Movimento
La fermata è servita dalla linea S 3 della S-Bahn.